# Pharaphodius kaszabi
Pharaphodius kaszabi är en skalbaggsart som beskrevs av S. Endrödi 1957. Pharaphodius kaszabi ingår i släktet Pharaphodius och familjen Aphodiidae. Inga underarter finns listade i Catalogue of Life.